# Triatoma breyeri
Triatoma bryeri  es un insecto heteróptero y hematófago perteneciente a la subfamilia Triatominae.A esta especie se la conoce también por Mepraia breyeri,estando su posición taxonómica actualmente en debate.La especie fue detectada solamente en zonas semidesérticas de las provincias de La Rioja y Córdoba, en Argentina. Es una especie de importancia epidemiológica, ya que es un vector de la Enfermedad de Chagas, producida por la infección de Tripanosoma cruzi. Esta especie se diferencia de otras similares porque tiene coloración negra y puede presentar un borde rojizo en el conexivo (ver la figura).

Aspectos distintivos de la especie Triatoma breyeri.

## Hábitat
T. breyeri es una especie esencialmente silvestre. Completa si ciclo de vida en ambientes naturales, encontrándose individuos en cuevas de mamíferos (roedores), en plantas o entre rocas. Hay reportes escasos de su presencia en corrales de cabras.